# Hockeria unicolor
Hockeria unicolor är en stekelart som beskrevs av Walker 1834. Hockeria unicolor ingår i släktet Hockeria och familjen bredlårsteklar. Inga underarter finns listade i Catalogue of Life.